# 청도 장연사 소장 정선동래선생박의구해
청도 장연사 소장 정선동래선생박의구해(淸道 長淵寺 所藏 精選東萊先生博議句解)는 대한민국 경상북도 청도군 매전면 장연리, 장연사에 있는 조선시대의 책이다. 2018년 2월 22일 경상북도의 유형문화재 제518호로 지정되었다.

## 지정 사유
이 책은 조선 초기에 전래되어 과거시험 준비를 위한 필독서로서 후대까지 꾸준히 열독된 서적으로서, 남송(南宋)의 학자 여조겸(呂祖謙)이 󰡔춘추좌씨전(春秋左氏傳)󰡕의 기사에 그 사건의 역사적 득실에 관한 평론을 가한 책이다. 16권본의 중국 원대 목판본을 번각한 것이며, 권11∼16만 있는 잔본이다. 권극중(權克中)의 발문에는 1417년(태종 17)의 간행 사실이 언급되어 있고, 이어 간행에 참여한 인원의 명단이 수록되어 있다. 권말의 간행기록과 인면의 완결(刓缺)과 보판(補板)이 있는 것으로 보아 1417년에 판각된 이후 일정한 시일이 경과한 후 인출된 것으로 보인다.
이 책의 대부분은 보판(補刻)한 목판에서 인출되었고 일부분만 초각(初刻)의 목판에서 인출되었지만, 임진왜란 이전에 간행된 책으로서 자료적 가치가 인정된다.

## 참고 문헌
- 청도 장연사 소장 정선동래선생박의구해 - 국가유산청 국가유산포털